# أندري بوغومولوف
أندري بوغومولوف (11 أبريل 1977 بالجمهورية الكازاخية السوفيتية الاشتراكية - ) هو لاعب كرة قدم كازاخستاني في مركز الوسط. شارك مع منتخب كازاخستان لكرة القدم. أما مع النوادي، فقد لعب مع نادي آكتوبه ونادي أستانا ونادي كايرات وFC Zhenis ‏ وأوكزهيتبيس ‏ وسبارتاك سيماي ‏.

## وصلات خارجية
- أندري بوغومولوف على موقع قاعدة بيانات كرة القدم.إي يو (الإنجليزية)
- أندري بوغومولوف على موقع ناشيونال فوتبول تيمز (الإنجليزية)
- أندري بوغومولوف على موقع Soccerway.com (الإنجليزية)